# Steinbach am Donnersberg
Steinbach am Donnersberg è un comune di 786 abitanti della Renania-Palatinato, in Germania.
Appartiene al circondario del Donnersberg (targa KIB) ed è parte della comunità amministrativa (Verbandsgemeinde) di Winnweiler.